# Distylium chungii
Distylium chungii är en trollhasselart som först beskrevs av Franklin Post Metcalf, och fick sitt nu gällande namn av Cheng. Distylium chungii ingår i släktet Distylium och familjen trollhasselfamiljen. Inga underarter finns listade i Catalogue of Life.